# José Luis Mendoza Corzo
Monseñor José Luis Mendoza Corzo (nacido el 4 de enero de 1960, en Villaflores, Chiapas) de es un obispo chiapaneco de la Iglesia católica, obispo auxiliar de Tuxtla Gutiérrez, Chiapas desde el 23 de marzo de 2007 fecha en que fue nombrado obispo auxiliar por el papa Benedicto XVI.

## Biografía
Hijo de don Manuel Mendoza y doña Rosario Corzo, nació el 4 de enero de 1960, en la colonia Cristóbal Obregón del municipio de Villaflores, el hoy prelado de la iglesia católica tuvo un origen campesino, en las faenas pesadas del campo lugar en donde desde  niño fomento su amor a Dios y a sus semejantes inculcados por sus padres.
En su juventud ingreso al seminario conciliar de Tuxtla Gutiérrez, al concluir sus estudios y ordenarse sacerdote hizo los votos de:
```
"...trabajar en el plan pastoral y para la formación de nuevos sacerdotes  y por la unidad y la comunión entre los mismos."
```

Monseñor José Luis tiene entre otros trabajos pastorales el haber sido  vicario parroquial en el Sagrario Diocesano y en ese mismo tiempo asesor de la Pastoral Juvenil Diocesana.
Licenciado en Teología Pastoral por la Universidad Lateranense; Roma, Italia. Prefecto de Teología, del Seminario Mayor. Ecónomo y catedrático del mismo Instituto y vicario de pastoral.
- Datos: Q1709342
- Multimedia: José Luis Mendoza Corzo / Q1709342